# Wiechlinostrzewa fioletowa
Wiechlinostrzewa fioletowa, wiechlina fioletowa (Bellardiochloa variegata (Lam.) Kerguélen) – gatunek rośliny z rodziny wiechlinowatych (Poaceae). 

## Rozmieszczenie geograficzne
Występuje tylko w górach Europy Środkowej i Południowej (Pireneje i góry Półwyspu Iberyjskiego, Masyw Centralny, Alpy, Apeniny, góry Półwyspu Bałkańskiego i Karpaty) oraz na Sycylii, Korsyce i w południowej Grecji. Niektóre źródła podają, że występuje również w Turcji (na Kaukazie), jednakże według badaczy rosyjskich jest to odrębny gatunek. 
W Polsce jest to roślina rzadka, rośnie tylko na trzech stanowiskach w Karpatach. Dwa z nich znajdują się w Tatrach (Dolina Smytnia i Polana na Stołach), jedno w Bieszczadach na Bukowskiej Kopie. Stanowisko na Polanie na Stołach jest pochodzenia synantropijnego, wiechlinostrzewa rośnie tutaj bowiem w okolicy dawnych poletek doświadczalnych, na których na początku XX wieku wysiewano nasiona pochodzące z Alp. Również synantropijnego pochodzenia była populacja na Hali Długiej w Gorcach (zdziczała w miejscu dawnych poletek doświadczalnych). Gdy jednak utworzono tutaj park narodowy, zlikwidowano wypas, co prawdopodobnie spowodowało jej wyginięcie wskutek zmian sukcesyjnych roślinności.

## Morfologia
PokrójRoślina tworząca gęste kępy o sztywnych, cienkich źdźbłach do 50 cm wysokości.
LiścieSzczecinowate, szarozielone, szorstkie, szerokości ok. 0,5 mm. Języczek liściowy długi
KwiatyZebrane w 3-4 kwiatowe kłoski o długości 5-7 mm, te z kolei zebrane w luźną wiechę. Obydwie plewy trójnerwowe. Plewka dolna ma długość około 4 mm, słabo wykształconą linię grzbietową i krótką ość. Na grzbiecie jest naga, u nasady słabo owłosiona. Ma dwuzębny szczyt.

## Biologia i ekologia
Bylina, hemikryptofit, oreofit. Rośnie w murawach naskalnych na podłożu bezwapiennym. Kwitnie w lipcu. Liczba chromosomów 2n=14.

## Zagrożenia
Według klasyfikacji IUCN gatunek zagrożony wymarciem (kategoria EN). Roślina umieszczona na Czerwonej liście roślin i grzybów Polski (2006) w grupie gatunków rzadkich, potencjalnie zagrożonych (kategoria zagrożenia R). W wydaniu z 2016 roku otrzymała kategorię EN (zagrożony). 
W Polskiej czerwonej księdze roślin także umieszczona w kategorii EN (zagrożony). Wszystkie trzy istniejące w Polsce stanowiska tego gatunku znajdują się na obszarach parków narodowych (Tatrzańskiego i Bieszczadzkiego). Liczą tylko po kilkadziesiąt osobników. Wymagają monitoringu i ochrony czynnej. Populacja w Dolinie Smytniej jest zagrożona przez zarastanie jej stanowisk kosodrzewiną.